# Palpita persimilis
Palpita persimilis là một loài bướm đêm trong họ Crambidae.